# Radešínská Svratka
Radešínská Svratka (in tedesco Radeschiner Swratka) è un comune ceco situato nel distretto di Žďár nad Sázavou, nella regione di Vysočina.